# Anåfjället
Anåfjället  é uma montanha do oeste da província histórica de Härjedalen.
O seu ponto mais alto tem 1 347 metros.

Tem o limite das árvores mais alto do país – a 1 000 m.

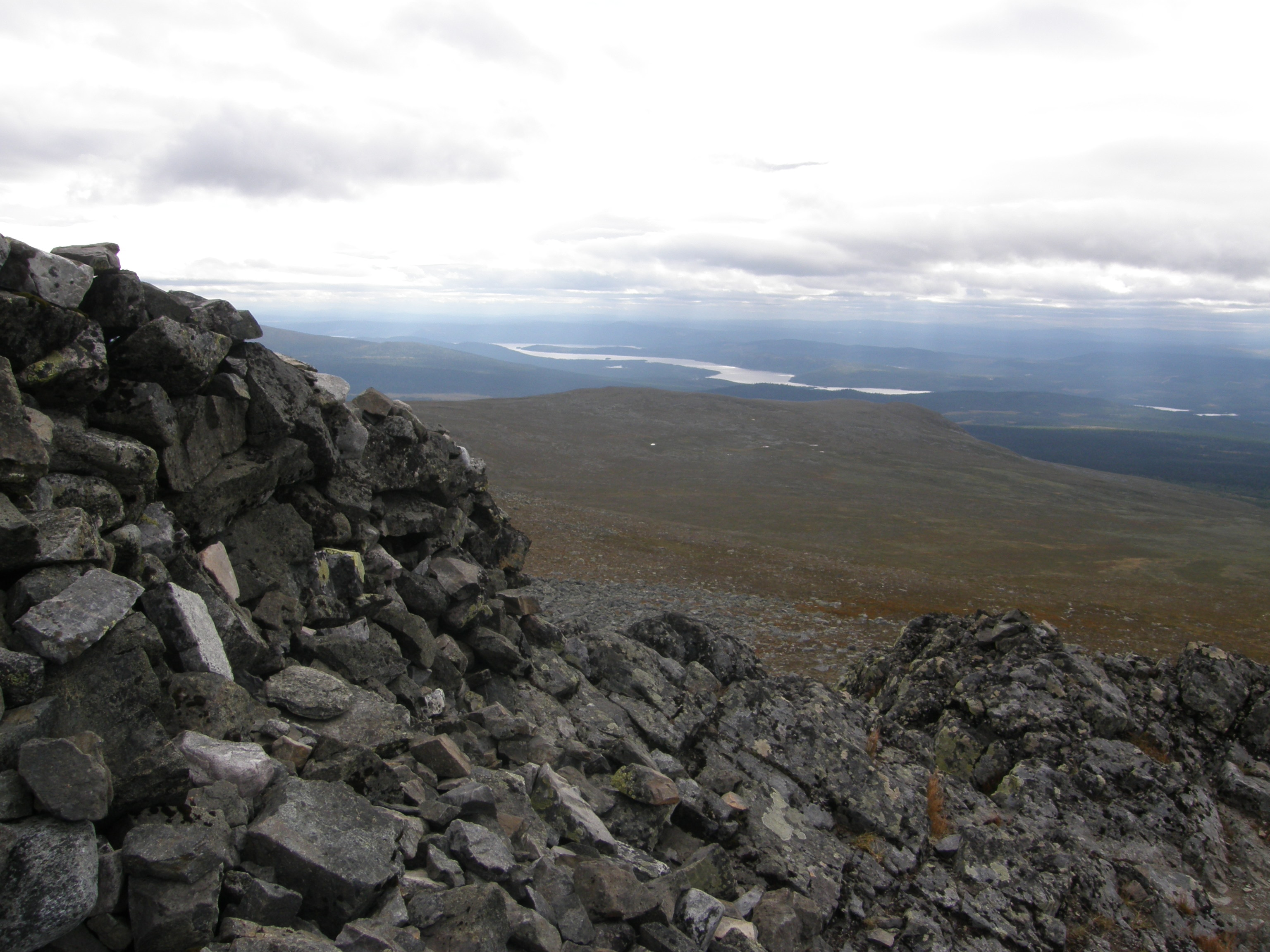
Vista do topo de Ånnfjället
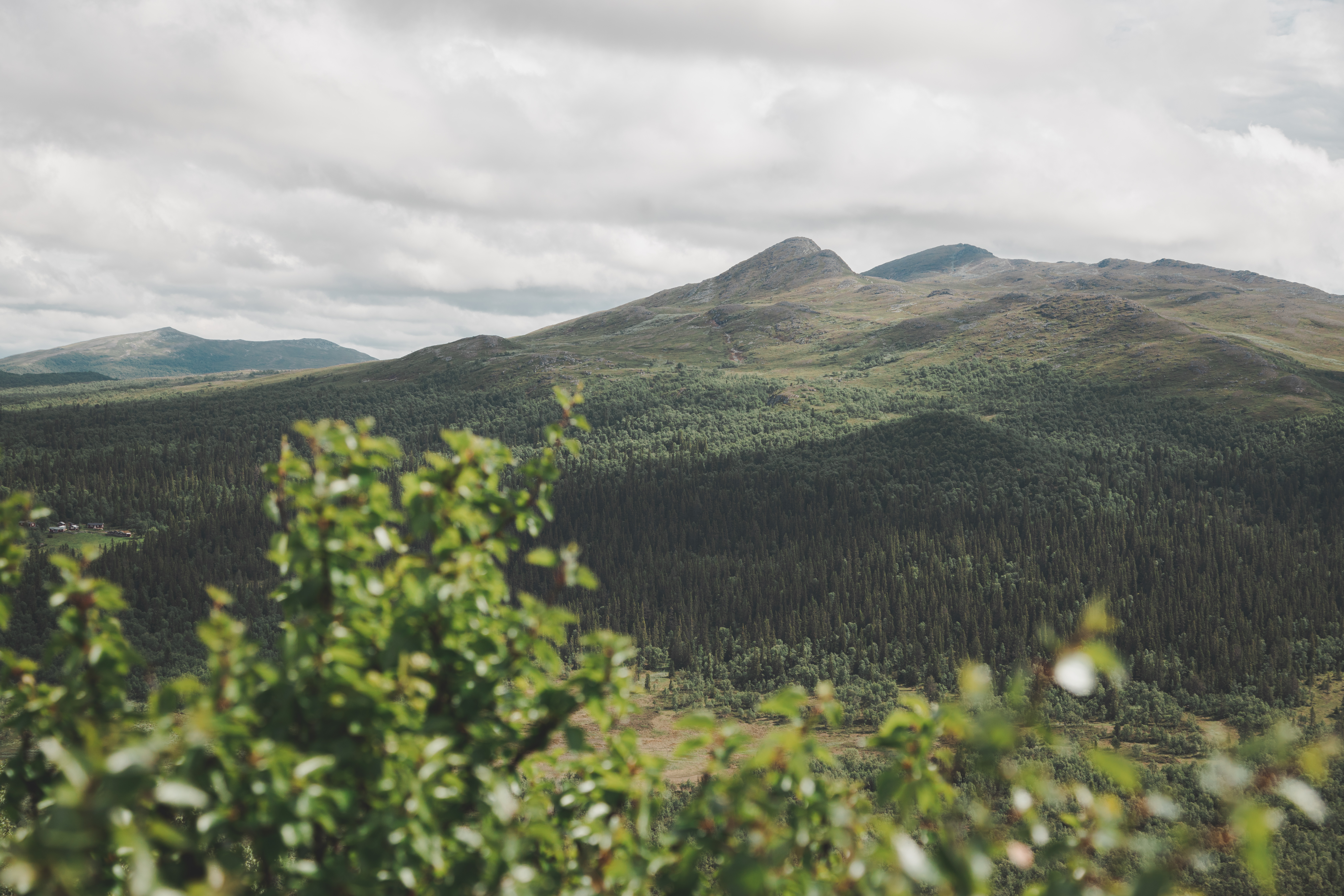
Vista da montanha de Anåfjället